# 菅沼貞俊
菅沼 貞俊（すがぬま さだとし、生年不明 - 没年不明）は、戦国時代の三河国の武将。

## 生涯
菅沼俊則の三男として生まれる。母は分かっていない。祖父は長篠城を築いた菅沼元成。兄に、長篠菅沼氏4代当主の菅沼元直と菅沼満直がいる。長篠城内の「弾正曲輪」を設けたとされる。長篠開城後は、遠州との国境・本坂峠近辺で隠れていたが、後に戸田忠次の家臣となった。

## 系譜
父：菅沼俊則
母：不明
兄：菅沼元直
　：菅沼満直